# Wełyka Czerneczczyna
Wełyka Czerneczczyna (ukr. Велика Чернеччина) – wieś na Ukrainie, w obwodzie sumskim, w rejonie sumskim, w hromadzie Sumy. W 2001 liczyła 2639 mieszkańców.